# Scolopendrium rumicifolium
Scolopendrium rumicifolium là một loài dương xỉ trong họ Aspleniaceae. Loài này được Regel mô tả khoa học đầu tiên năm 1857.
Danh pháp khoa học của loài này chưa được làm sáng tỏ. 